# Metical
Der Neue Metical (Plural Meticais) ist die Währung der Republik Mosambik in Südostafrika. Er wird von der Bank von Mosambik ausgegeben. Ein Neuer Metical ist in 100 Centavos unterteilt. Der ISO-Code ist MZN. Der Name ist von der arabischen Gewichtseinheit Mithqāl abgeleitet.
Der Neue Metical zirkuliert in Banknoten zu 20, 50, 100, 200, 500 und 1000 Meticais, die alle das Konterfei des ersten Präsidenten Samora Machel tragen. Münzen gibt es in den Stückelungen 1, 5, 10, 20 und 50 Centavos sowie 1, 2, 5 und 10 Meticais.
Am 1. Juli 2006 wurde der Neue Metical eingeführt, der 1000 alten Meticais (ISO-4217-Code MZM) entspricht. Das alte Bargeld behielt seine Gültigkeit bis Jahresende 2006 und konnte bei der Zentralbank bis 2012 umgetauscht werden.

50 alte Meticais von 1994